# Margherita Durastanti
Pour les articles homonymes, voir Durastanti.
Margherita Durastanti est une chanteuse d'opéra italienne du XVIIIe siècle morte en 1734.
Sa date de naissance est inconnue, mais elle était déjà active en 1700.
Classée comme soprano, elle put tenir à la fin de sa carrière des rôles de mezzo-soprano. Elle participa encore à la création d’Arianna in Creta de Haendel le 26 janvier 1734, dans le rôle de Tauride.

## Biographie
Margherita Durastanti fait ses débuts professionnels à Mantoue en 1700/01, puis se produit dans de nombreuses villes italiennes.
Elle épouse le directeur de sa troupe, Casimiro Avelloni.
Elle est particulièrement connue pour sa participation aux opéras du compositeur Georg Friedrich Haendel et tient notamment le rôle-titre pour la création d’Agrippina. En mai 1720, elle chante le rôle titre dans Radamisto de Georg Friedrich Haendel au King's Theatre de Londres, la troupe ne disposant pas d'un castrat. En décembre de la même année, pour une reprise, elle est remplacée par Senesino.